# Liuixalus calcarius
Espèce
Liuixalus calcarius est une espèce d'amphibiens de la famille des Rhacophoridae.

## Répartition
Cette espèce set endémique de l'île de Cat Ba au Viêt Nam.

## Publication originale
- Milto, Poyarkov, Orlov & Nguyen, 2013 : Two new rhacophorid frogs from Cat Ba Island, Gulf of Tonkin, Vietnam. Russian Journal of Herpetology, vol. 20, p. 287–300.